# Max Gondolatsch
Max Gondolatsch (* 22. Dezember 1869 in Jauer, Niederschlesien; † 5. oder 6. November 1935 in Görlitz) war ein Musiklehrer und Schriftsteller. Friedrich Gondolatsch war einer seiner Söhne.

## Leben
Max Gondolatsch war ein Sohn des Lederhändlers Gustav Gondolatsch. Er besuchte seit 1883 die Präparandenanstalt seiner Geburtsstadt, vom Jahr 1887 an absolvierte er das Seminar in Liegnitz. 1889 arbeitete er schon als Lehrer in Ober-Görrisseiffen, Landkreis Löwenberg in Schlesien, und 1893 bis 1902 in Glogau.
1901 hatte er seine Mittelschullehrerprüfung abgelegt und wurde dann am 1. April 1902 nach Görlitz berufen. An der Luisenschule unterrichtete er bis 1932. Seine Fächer waren zunächst Naturwissenschaften und Mathematik, sehr bald aber Gesangs- und Musikunterricht. Als Gesangslehrer genoss er eine besondere Beziehung zu seinen Schülerinnen, die ihn als „gütigen Lehrer ... [und] hilfsbereiten Freund verehrten“. Auch außerhalb seines großen Kollegiums erwarb er sich durch Schaffensfreude, Unermüdlichkeit und Pflichtbewusstsein ausnahmslos Freunde, seine Bescheidenheit und innere Heiterkeit bescherte ihm jene auch außerhalb der Schule. Sein erstes Buch, das Görlitzer Wanderbuch erschien im Jahr 1913. Der Inhalt verdankte sich Gondolatschs Wanderlust, die sich auch als auf dem Fahrrad verstand. Es folgten Veröffentlichungen eher auf dem Gebiet des Musiklebens in Görlitz. Seit 1920 war Gondolatsch Mitglied der Oberlausitzischen Gesellschaft der Wissenschaften. Er schrieb außerdem zahlreiche Zeitschriftenbeiträge, beispielsweise im Neuen Lausitzischen Magazin, wo auch sein Nachruf veröffentlicht wurde. Auch arbeitete Gondolatsch im Görlitzer Stadtarchiv.
Sein letztes Werk über in Görlitz zwischen 1565 und der zweiten Hälfte des 17. Jahrhunderts gedruckte Schriften wurde nicht vollendet. In der Nacht vom 5. auf den 6. November 1935 starb er an einem plötzlichen Herzstillstand.

## Werke
- Beiträge zur Görlitzer Theatergeschichte bis 1800, 1927, C.A. Starcke.
- Die Schlesischen Musikfeste und ihre Vorläufer, 1925
- Festschrift zum 50jährigen Bestehen des Vereins der Musikfreunde zu Görlitz, 1925
- Görlitzer Musikleben in vergangenen Zeiten, 1914
- Görlitzer Wanderbuch, 1913. (Herausgegeben mit Oswald Schmidt)